# Roland Unger

Grabstätte – Maler Prof. Dr. Roland Unger – Dresden

Roland Unger (* 15. Dezember 1941 in Thalheim/Erzgeb.; † 16. August 2022 in Dresden) war ein deutscher Kunstpädagoge und Maler.

## Leben
Unger wuchs in der erzgebirgischen Kleinstadt Thalheim auf, wo er auch die Schule besuchte. Von 1956 bis 1959 absolvierte er vor Ort eine Ausbildung zum Dekorationsmaler. 1961 legte er die Meisterprüfung zum Dekorationsmalermeister in Karl-Marx-Stadt ab. Parallel besuchte er eine Abendschule, an der er 1962 das Abitur nachholte. Es folgte ein Studium der Fächer Kunsterziehung und Deutsch am Pädagogischen Institut Dresden, das er 1967 mit dem Staatsexamen beendete. Er arbeitete zunächst im Schuldienst in Hoyerswerda und Dresden, bevor er 1973 an die Pädagogische Hochschule „Karl Friedrich Wilhelm Wander“ Dresden zurückkehrte und dort als Assistent tätig wurde. Zur Thematik Zur Entwicklung bildkünstlerischer Begabungen in Malerei und Graphik wurde er 1977 zum Dr. paed. promoviert. 1981 erfolgte seine Ernennung zum Oberassistenten. Nach seiner 1983 erfolgten Promotion B zur Thematik Funktion und Gestaltung vom Komplexaufgaben im Fach Kunsterziehung zum Dr. sc. paed. (1991 umgewandelt zum Dr. paed. habil.) hatte er von 1985 bis 1988 eine Dozentur an der Abteilung Kunsterziehung der PH Dresden inne, bevor er dort 1988 zum ordentlichen Professor zur Methodik der Kunsterziehung berufen wurde. 1991/92 war er der letzte Rektor der Pädagogischen Hochschule Dresden, die in seiner Amtszeit aufgelöst und in die Technische Universität Dresden teilintegriert wurde. In der Folge war Unger ab 1992 Professor für Kunstpädagogik am Institut für Kunst- und Musikwissenschaft der TU Dresden. Er wurde 2007 emeritiert.
Unger malte Landschaftsbilder und Stadtansichten. Er stellte unter anderem im Verwaltungsgericht Dresden, in der Galerie Schmidt-Rottluff, in der Galerie Nütt, im Fachgerichtszentrum Dresden (2006/07), in der Stiftung Tholm (2019) und in der Turmgalerie Augustusburg auf Schloss Augustusburg (2021) aus. Bilder von ihm befinden sich in der Sammlung Erzgebirgische Landschaftskunst.
Daneben betätigte sich Unger als Heimatforscher, der – obwohl in Dresden lebend – vor allem zu seiner erzgebirgischen Heimat in Periodika wie den Erzgebirgischen und Sächsischen Heimatblätter publizierte. Er befasste sich mit dem Wildschütz Karl Stülpner, dessen von Friedrich von Sydow veröffentlichte Biografie er bearbeitete und 1998 neu herausgab.
Er starb im August 2022 im Alter von 80 Jahren.

## Schriften
- Zur Entwicklung bildkünstlerischer Begabungen in Malerei und Graphik, Diss., PH Dresden 1977.
- Funktion und Gestaltung vom Komplexaufgaben im Fach Kunsterziehung, Diss B, PH Dresden 1983.
- (mit Annette Kura und Volker Ruhland) Sachsens Mordbrenner, Räuber, Pascher und Wildschützen im Erzgebirge und in der Oberlausitz, Altis-Verlag, Berlin, 2. A., 1996, ISBN 978-3-910195-15-8.
- (Hrsg.) Carl Stülpner: ein berüchtigter Wildschütz im sächsischen Erzgebirge ; die erste Stülpnerbiographie unter F. v. S. Juni bis Juli 1812 in den „Freyberger gemeinnützigen Nachrichten“ im Druck erschienen, H&F-Verlag, Scheibenberg 1998, ISBN 978-3-9805904-8-8.